# Oreocharis heterandra
Oreocharis heterandra là một loài thực vật có hoa trong họ Tai voi. Loài này được D. Fang & D.H. Qin mô tả khoa học đầu tiên năm 1994.